# Upplands runinskrifter 985
Upplands runinskrifter 985 är en runsten i Hemringe, Gamla Uppsala socken, Uppsala kommun.

## Placering
Runstenen står vid en liten väg mellan Hemringe och Lälunda.

## Inskriften

### Inskriften i runor
ᚴᛅᚱᛚ᛫ᛚᛁᛏ᛫ᚱᛅᛁᛋᛅ᛫ᛋᛏᛅᛁᚾ᛫ᛁᚠᛏᛁᛦ᛫ᚢᛁᚴᛅᛁᛦ᛫ᚠᛅᚦᚢᚱ᛫ᛋᛁᚾ
ᛅᚾᚢᛅᚱᛋᚢᚾ᛫ᛋᛏᚢᚠᛁᛅᛚᛋᚢᚴᛋᚢᛋᛏᚱᛋᚢᚾ᛫ᚴᚢᛚᛅᚢᚵ

### Inskriften i translitterering
karl lit raisa stain iftiR uikaiR fadur sin
anuarsun stufials uk sustrsun kulaug

### Inskriften i normalisering
Karl let ræisa stæin æftiR VigæiR, faður sinn.
Hann vaR sunn Styfialds ok systursunn GullaugaR.

### Inskriften i översättning[4]
"Karl lät resa stenen till minne av Viger, sin fader.
Han var Styvialds son och Gullögs systerson."

## Historia
Ursprungligen stod stenen cirka 35 meter längre norrut på åkern, men flyttades 1948 till sin nuvarande plats.
Inskriftens stil och utformningen påminner om ristningar av den kände ristaren Öpir.